# Leif Pedersen
Leif Pedersen (Fredrikstad, 30 gennaio 1924 – Fredrikstad, 20 dicembre 1990) è stato un calciatore norvegese, di ruolo centrocampista.

## Biografia
È il fratello di Arne Pedersen e fu soprannominato Store-Lækken.

## Carriera

### Club
Pedersen giocò per il Fredrikstad e contribuì alle vittorie finali di sei campionati e due edizioni della Norgesmesterskapet. Dal 1948, giocò 123 partite consecutive con questa maglia, finché la striscia non si interruppe il 30 maggio 1956, quando saltò un incontro con lo Asker.

### Nazionale
Partecipò ai Giochi della XV Olimpiade con la Norvegia, ma fece parte soltanto della rosa dei convocati e non scese mai in campo nella competizione e neanche, più in generale, con la maglia della selezione scandinava.

## Palmarès

### Club

#### Competizioni nazionali
- Campionato norvegese: 6

Fredrikstad: 1948-1949, 1950-1951, 1951-1952, 1953-1954, 1956-1957, 1959-1960
- Coppa di Norvegia: 2

Fredrikstad: 1950, 1957